# Carl Oppermann Electric Carriage Company

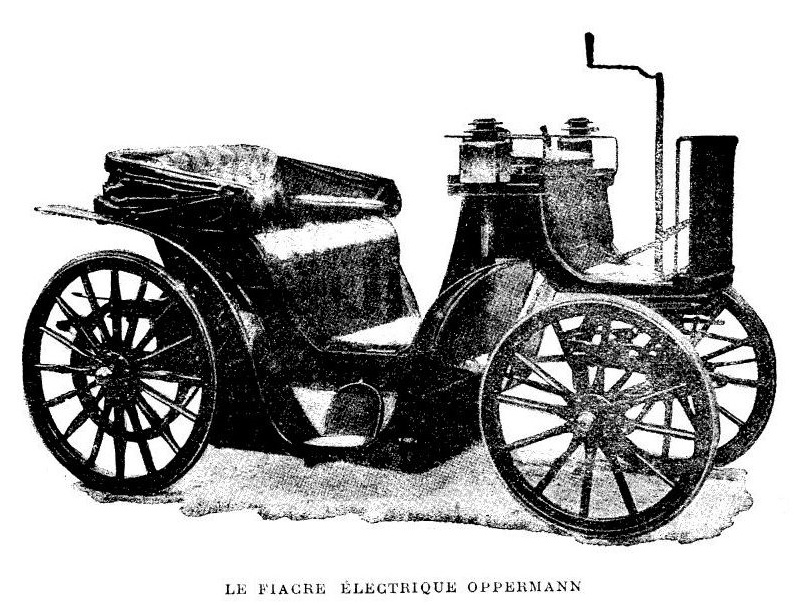
Oppermann electric (1898)

Oppermann war ein britischer Hersteller von Automobilen.

## Unternehmensgeschichte
Carl Oppermann aus London produzierte ab 1898 Fahrzeuge mit Elektromotor. 1902 gründete er das Unternehmen Carl Oppermann Electric Carriage Co Limited.
1907 wurde die Produktion eingestellt.

## Fahrzeuge
Alle Fahrzeuge von Oppermann waren mit Elektromotoren ausgestattet. Die Fahrzeuge wurden auch als Taxis eingesetzt. Die Motoren leisteten zwischen 1 und 6 PS. 
Der Wagen von 1898 hatte noch große Ähnlichkeit mit einer Kutsche. Der Fahrer saß auf der vorderen Sitzbank, zwei weitere Plätze befanden sich im Fond. Die gelenkte vordere Achse ähnelte ebenfalls der einer Kutsche. Die Antriebsenergie lieferten 40 Headland-Akkumulatoren, die zusammen 600 kg wogen. Bei einem Entladestrom von 25 Ampere waren eine Geschwindigkeit von durchschnittlich 11 km/h mit einer Reichweite von rund 65 km möglich. Das Fahrzeuggesamtgewicht betrug 1.425 kg.
Ab 1905 wurde das Aussehen der Fahrzeuge durch das Anbringen einer Motorhaube an das Aussehen von Benzinautos angeglichen.